# Octomeria fimbriata
Octomeria fimbriata là một loài thực vật có hoa trong họ Lan. Loài này được Porto & Peixoto mô tả khoa học đầu tiên năm 1922.